# アリゼ・プリセク

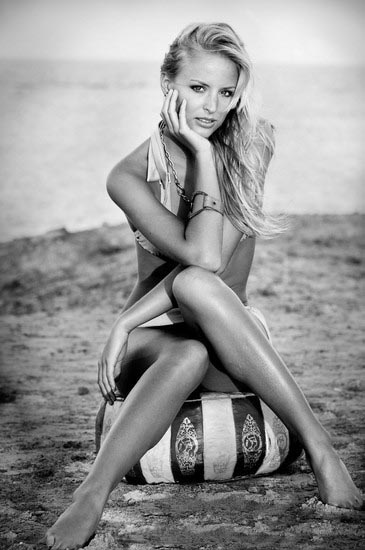
アリゼ・プリセク

アリゼ・プリセク（Alizée Poulicek、1987年6月26日 ‐ ）は、ベルギーのイクル出身のミス・ベルギー2008となった人物。
チェコ人の父親とベルギー人の母親の間に生まれており、彼女自身はフランス語、英語、チェコ語を話すことができる。しかしオランダ語が話せないことにより、ミス・ベルギー2008でオランダ語での質問に対して理解できなかったことを話すと観客よりブーイングが浴びせられた。
ベトナムのニャチャンで開催されたミス・ユニバース2008に出場しており、南アフリカのヨハネスブルクで開催されたミス・ワールド2008にもベルギーを代表して出場しているが、賞は手に入れられていない。